# Municipio de Sorkness
El municipio de Sorkness (en inglés: Sorkness Township) es un municipio ubicado en el condado de Mountrail en el estado estadounidense de Dakota del Norte. En el año 2010 tenía una población de 37 habitantes y una densidad poblacional de 0,4 personas por km².

## Geografía
El municipio de Sorkness se encuentra ubicado en las coordenadas 48°24′36″N 102°41′0″O / 48.41000, -102.68333. Según la Oficina del Censo de los Estados Unidos, el municipio tiene una superficie total de 93.58 km², de la cual 92,29 km² corresponden a tierra firme y (1,38 %) 1,29 km² es agua.

## Demografía
Según el censo de 2010, había 37 personas residiendo en el municipio de Sorkness. La densidad de población era de 0,4 hab./km². De los 37 habitantes, el municipio de Sorkness estaba compuesto por el 100 % blancos. Del total de la población el 0 % eran hispanos o latinos de cualquier raza.